# Павловка (Выгоничский район)
Павловка — деревня в Выгоничском районе Брянской области, в составе Утынского сельского поселения. Расположена в 2,5 км к северу от села Удельные Уты, на правом берегу Десны. Население — 14 человек (2010).

## История
Основана в первой половине XIX века; бывшее владение Подлиневых (первоначальное название — Подлинева Слобода).
Входила в приход села Мирковы Уты.
До 1924 года входила в Трубчевский уезд (с 1861 — в составе Уручьенской волости).
В 1924—1929 в Выгоничской волости Бежицкого уезда; с 1929 в Выгоничском районе, а в период его временного расформирования — в Трубчевском (1932—1940, 1965—1977), Почепском (1963—1965) районе.
До 1954 года — в Уручьенском сельсовете.